# Liu Wang
Liu Wang (Shanxi, março de 1969) é um taikonauta e piloto chinês. 

## Carreira
Major e piloto de combate da Força Aérea do Exército de Libertação Popular, selecionado em 1998 para o programa espacial chinês, foi ao espaço em 16 de junho de 2012 como tripulante da nave Shenzhou 9, junto com o comandante Jing Haipeng e a taikonauta Liu Yang, primeira chinesa em órbita. Nesta missão, os tripulantes fizeram pela primeira vez uma acoplagem de uma nave tripulada chinesa com o laboratório espacial Tiangong 1, colocado em órbita em setembro de 2011.
Depois de treze dias da bem sucedida missão de acoplagem no espaço, Liu voltou à Terra com o restante da tripulação, pousando em segurança na Mongólia Interior na manhã de 29 de junho.